# 西芹站
西芹站位于福建省南平市延平区西芹镇，建于1956年。距来舟站18公里，距福州站176公里。现为四等站。客运办理旅客乘降、行李包裹托运；货运办理整车货物发到。